# Ludvig VIII av Frankrike
Ludvig VIII, Ludvig lejonet, (franska Louis VIII, Louis le Lion, ibland Cœur de lion), född 5 september 1187 i Paris, död 8 november 1226 i Montpensier, var kung av Frankrike från den 14 juli 1223 till sin död.  
Ludvig VIII var sin far behjälplig under dennes fälttåg mot Johan utan land. År 1216 företog han en landstigning i England som tronpretendent och hyllades som kung i London men lyckades aldrig sätta sig i besittning av hela landet. Genom fördraget i Lambeth 1217 kom han att avsäga sig anspråken på Englands tron mot en kompensation om 10 000 mark.  Sedan han 1223 övertagit tronen av sin far skaffade han sig inflytande i Flandern och företog ett fälttåg mot Raimond VII av Toulouse och albigenserna.

## Biografi

### Familj och uppväxt
Ludvig var son till kung Filip II August av Frankrike och Isabella av Hainaut. Hans mor som även var grevinna av Artois avled 1190, men den minderårige Ludvig fick inte ut arvet direkt utan gavs endast nominell kontroll över grevskapet Artois av sin far för att lära sig statskonst. Ett möjligt äktenskap med kung Rikard I av England:s systerdotter, Eleonora av Bretagne, föreslogs som del av en allians mellan Frankrike och England men misslyckades.
Ludvig kom istället 23 maj 1200 att gifta sig med Blanka av Kastilien, dotter till Alfonso VIII av Kastilien och Eleonora av England. Äktenskapet kunde endast ingås efter utdragna förhandlingar mellan Filip II August och Blankas morbror Johan av England.

### 1214 års krig
År 1213 ockuperade Ludvig två städer i Flandern, Saint-Omer och Aire, vilket ledde till motsättningar mellan Ludvigs far kung Filip II August och greve Renaud av Boulogne. Följande år stod det franska kungadömet mot en allians bestående av kung Johan av England, kejsar Otto IV, greve Renaud av Boulogne och greve Ferdinand av Flandern. Medan den första allierade attacken skulle genomföras från Flandern in i Frankrike, ledd av Otto, Renaud och Ferdinand och understödd av earlen av Salisbury, skulle en annan attack komma från Poitou i nordostlig riktning där en arme under Johans ledning skulle tåga mot Paris.
Ludvig gavs befälet över den sydvästra fronten mot Johan i Poitou. Engelsmännen hade tidiga framgångar och Ludvig utmanövrerades av Johan som intog staden Angers i slutet av juni.  När Johan belägrade slottet Roche-au-Moine, ett viktigt fäste, tvingades Ludvig att söka strid. När de lokala adelsmännen från Poitou vägrade avancera då de direkt ställdes mot Ludvigs trupper kom kung Johan att tvingas retirera till La Rochelle. Kort därefter segrade kung Filip II Augusts franska armé vid den norra fronten i slaget vid Bouvines mot kejsar Otto och Johans andra allierade, vilket satte stopp för Johans ambitioner att återerövra Normandie.

### Albigenserkriget

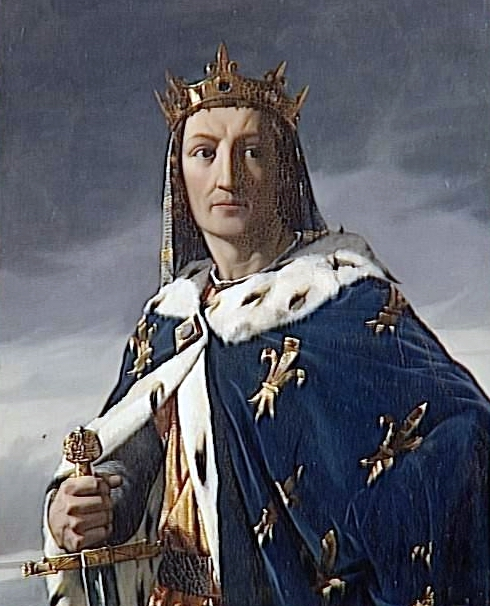
Ludvig VIII av Frankrike. Målning av Henri Lehmann, 1837.

I april 1215 gick Ludvig i korståg mot albigenserna, i enlighet med hans fars löfte, efter att ha varnats av påvens legat att inte hindra korståget. Vid Narbonne beordrade Ludvig att stadens befästningar skulle rivas efter en motsättning mellan Simon de Montfort och Arnaud Amaury, efter vilken han tvingade vicomten och andra lokala myndigheter att svära trohet till Simon de Montfort. I Toulouse beordrade han likaledes stadens styresmän att riva stadsmurarna, fylla igen vallgravarna och erkänna Simon de Montfort som länsherre. Under hela korståget stöttade Ludvig troget Simon de Montfort.

### Engelsk tronpretendent

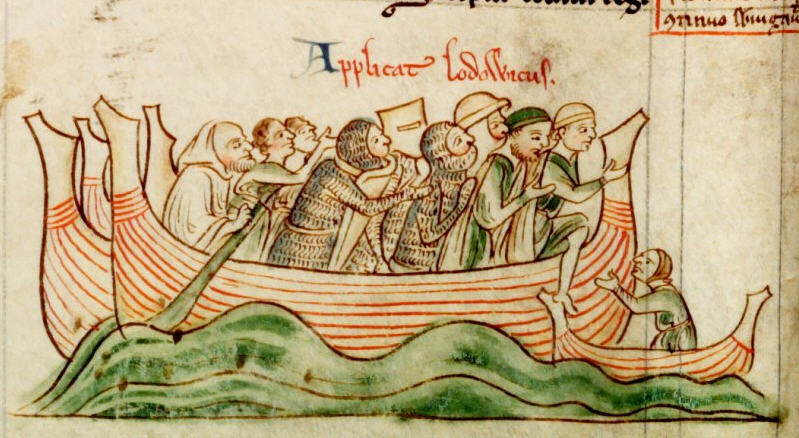
Ludvig av Frankrike landstiger i England 1216. Ur Matthew Paris Chronica Majora, omkring 1236–1259.

År 1215 gjorde de engelska baronerna uppror mot den impopuläre kung Johan i det första baronkriget. Med anledning av Ludvigs hustrus härstamning från kung Henrik II av England kom baronerna att enas om att erbjuda Ludvig den engelska tronen. Medan Ludvig samlade en armé för att kunna driva igenom sitt anspråk på den engelska tronen fördömdes hans plan uttryckligen av den påvlige legaten kardinal Guala Bicchieri, som var på genomresa genom Frankrike till England.
Ludvig landsteg utan motstånd på Isle of Thanet i östra Kent den 21 maj 1216, i spetsen för en armé. Han intog London utan större motstånd och Ludvig utropades till kung Ludvig I av England i den dåvarande St Paul's Cathedral, med pompa och ståt inför stadens borgerskap. Trots att Ludvig ännu inte krönts, samlades många adelsmän och även kung Alexander II av Skottland, i egenskap av vasall till den engelske kungen i sina engelska besittningar, för att svära trohet till Ludvig. Kardinal Bicchieri bannlyste som ett resultat av detta Ludvig och hans följeslagare i Winchester 29 maj 1216.
Den 14 juni samma år intog Ludvig Winchester och var snabbt i besittning av mer än halva England. I oktober 1216 avled kung Johan, vilket fick många av de upproriska baronerna att överge Ludvig till förmån för Johans nioårige son, Henrik III av England, som lät återproklamera Magna Charta. Trots detta belägrade Ludvig slottet i Hertford i december 1216. Den 20 december erhöll han ett erbjudande om vapenvila från Henrik III:s regent William Marshal, att gälla från jul fram till 13 januari. Ludvig accepterade villkoren och återvände till London. På vägen till London hotade han bränna ner klostret i St. Albans på grund av abbotens vägran att erkänna honom som kung av England.
Ludvigs armé besegrades i slaget vid Lincoln 20 maj 1217 och hans flotta besegrades vid slaget vid Sandwich 24 augusti samma år. Efter dessa militära motgångar tvingades Ludvig sluta fred. I fördraget i Lambeth var de huvudsakliga fredsvillkoren en amnesti för engelska rebeller, ett löfte från Ludvig om att avsäga sig sitt anspråk på den engelska kronan och att aldrig attackera England igen, mot 10 000 marks ersättning och att Ludvigs bannlysning hävdes. Kanalöarna återgick helt till den engelske kungens kontroll som del av hans kvarvarande normandiska besittningar och de skotska trupperna under Alexander II drog sig tillbaka.

### Kung Ludvig VIII

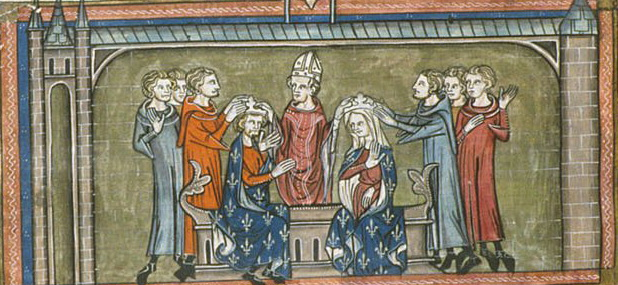
Ludvig VIII och Blanche av Kastiliens kröning till kung och drottning av Frankrike i Reims 1223. Miniatyr från Grandes Chroniques de France, omkring 1332 till 1350. Originalet finns på Frankrikes nationalbibliotek.

Ludvig efterträdde sin far som kung av Frankrike 14 juli 1223. Kröningen skedde 6 augusti samma år i katedralen i Reims. Amalric av Montfort överlät sitt anspråk på grevskapet Toulouse på Ludvig mot att bli utnämnd till rikets konnetabel. Som kung vägrade Ludvig att förnya vapenvilan med England när den löpte ut 5 maj 1224. Istället attackerade han huset Plantagenets franska besittningar och invaderade Gascogne, intog Poitou 1224, La Rochelle i augusti samma år och Saintonge. För att uppnå målet slöt han ett avtal med Hugo X av Lusignan, som han lovade staden Bordeaux ifall staden skulle intas. Efter sommaren 1224 hade Limousin, Perigord och Quercy också intagits av Ludvig.
Under 1226 års fälttåg intog Ludvig flera städer i Languedoc. Vid denna tid hade dock hans brist på militärt stöd till Hugo X av Lusignan i Gascogne lett till osämja mellan dem.

### Politik gentemot judar
Den 1 november 1223 utfärdade Ludvig en stadga som förbjöd hans ämbetsmän att registrera skulder till judiska långivare, en omsvängning av den politik som hans far Filip II August fört. Detta medförde att judar inte längre kunde räkna med något juridiskt stöd från kungen eller baronerna. Dessutom skulle kristna inte längre behöva betala ränta på lån som de tagit av judar, och lånesumman skulle istället betalas direkt till kungen eller den lokale länsherre som hade den direkta översynen över judar i området. Den nya politiken ledde till att de judiska penningutlånarna gjorde så stora förluster att Ludvig 1225 istället bjöd in penningutlånare från Lombardiet till Paris.

### Albigensarkorståget som kung

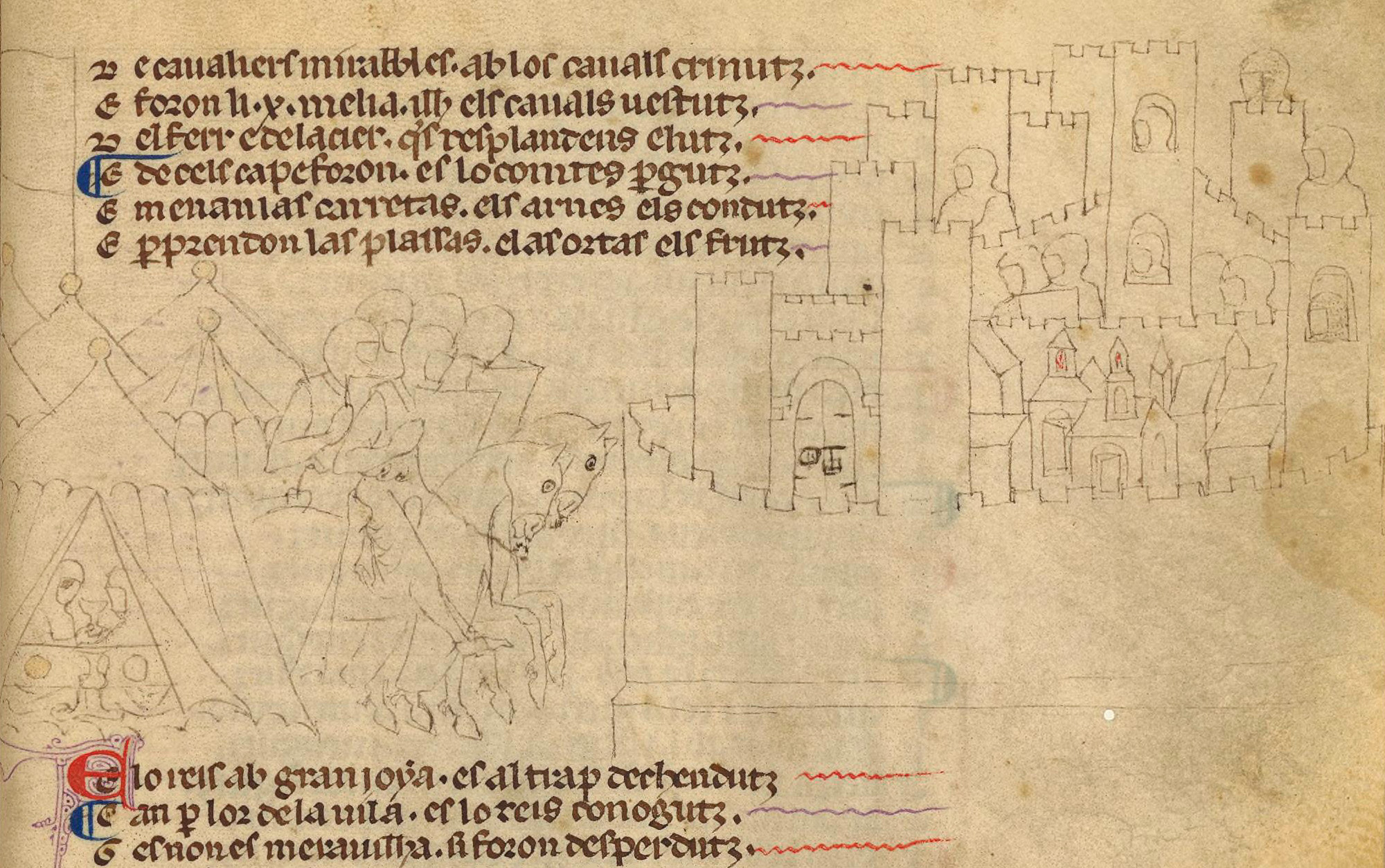
Ludvig intar Marmande 1219. Bläckteckning i manuskript av Vilhelm av Tudela och en anonym författare, 1200-talet.

År 1223 mottog Ludvig ett brev från påven Honorius III, som uppmanade honom att ingripa mot albigensarna. I början av 1226 tog Ludvig korset och förklarade sin avsikt att dra ut i krig mot albigensarna, efter att Raimond VII av Toulouse bannlysts vid konciliet i Bourges och Ludvig lovats en tiondel av kyrkomännens inkomster för att finansiera korståget.
I maj 1226 samlade Ludvig sin armé vid Bourges och intog i rask följd städerna Béziers, Carcassonne, Beaucaire och Marseille. Avignon gjorde dock motstånd och vägrade kapitulera för de franska trupperna. Ludvig, som ville undvika en stormning, belägrade Avignon. I augusti samma år slog försvararna tillbaka ett stormningsförsök. Den 9 september kapitulerade staden och gick med på att betala 6 000 mark, lämna över gisslan och riva stadsmuren. Ludvigs armé hade dock redan tagit kraftiga förluster under belägringen. När Ludvigs armé slutligen anlände till Toulouse i oktober 1226 stod det klart att armén var för utmattad och försvagad för att kunna gå till anfall. Ludvig valde då att återvända till Paris med avsikten att åter anfalla Raymond VII av Toulouse nästa år.

### Död
Ludvig insjuknade i dysenteri under återtåget till Paris och avled 8 november 1226 på Montpensiers slott i Auvergne. I sitt testamente, daterat juni 1225, hade Ludvig lämnat instruktioner om att hans äldste överlevande son Ludvig IX (1226–70) skulle efterträda honom som kung av Frankrike, medan de yngre sönernas försörjning garanterades genom apanage. Robert fick Artois, Johan Tristan fick Maine och Anjou, medan Alfons fick Poitou och Auvergne.
Ludvig VIII är begravd i klosterkyrkan Saint-Denis.

### Arv och eftermäle
Vid Ludvigs död hade den franska kronan skaffat sig kontroll över Gascogne och stora delar av Languedoc. Hans beslut att överlämna avbetalningar på lån till de länsherrar som styrde över de lokala judarna ledde till en finansiell kris i Paris som avhjälptes genom lombardiska penningutlånares etablering i Paris. Ludvigs korståg mot katarerna inleddes först 1226 men var huvudsakligen framgångsrikt genom att inta Béziers, Carcassonne, Beaucaire, och Marseille. Den kostsamma segern vid Avignon ledde dock till att armén misslyckades med att inta Toulouse.  Efter Ludvigs död fortsatte hans änka Blanche av Kastilien att som regent driva vidare korståget vilket resulterade i att Raimond VII av Toulouse tvingades underteckna ett fredsfördrag i Paris 1229. Enligt bestämmelserna i fredsfördraget kom först 1249 Raimonds enda dotter Johanna att ärva grevskapet Toulouse,  med hennes make, Ludvigs son Alfons, som medregent. Toulouse återgick därefter till franska kronan 1271 när Alfons avlidit.

## Familj
Ludvig VIII gifte sig år 1200 med Blanche av Kastilien, som efter Ludvigs död fungerade som förmyndarregent under Ludvig IX:s barndom. Paret fick tretton barn, bland andra:
1. Filip (1209–1218)
2. Alfons (född och död 1213), tvilling till Johan
3. Johan (född och död 1213), tvilling till Alfons
4. Ludvig IX av Frankrike (1214–1270), gift med Margareta av Provence
5. Robert I av Artois (1216–1250), gift med Matilda av Brabant
6. Johan Tristan av Anjou (1219 – 1232), greve av Anjou och Maine
7. Alfons av Poitou (1220–1271), greve av Poitou och Auvergne
8. Filip Dagobert (1222–1232)
9. Isabella av Frankrike (1225-1270)
10. Karl I av Anjou (1227–1285), greve av Anjou och Maine

## Galleri

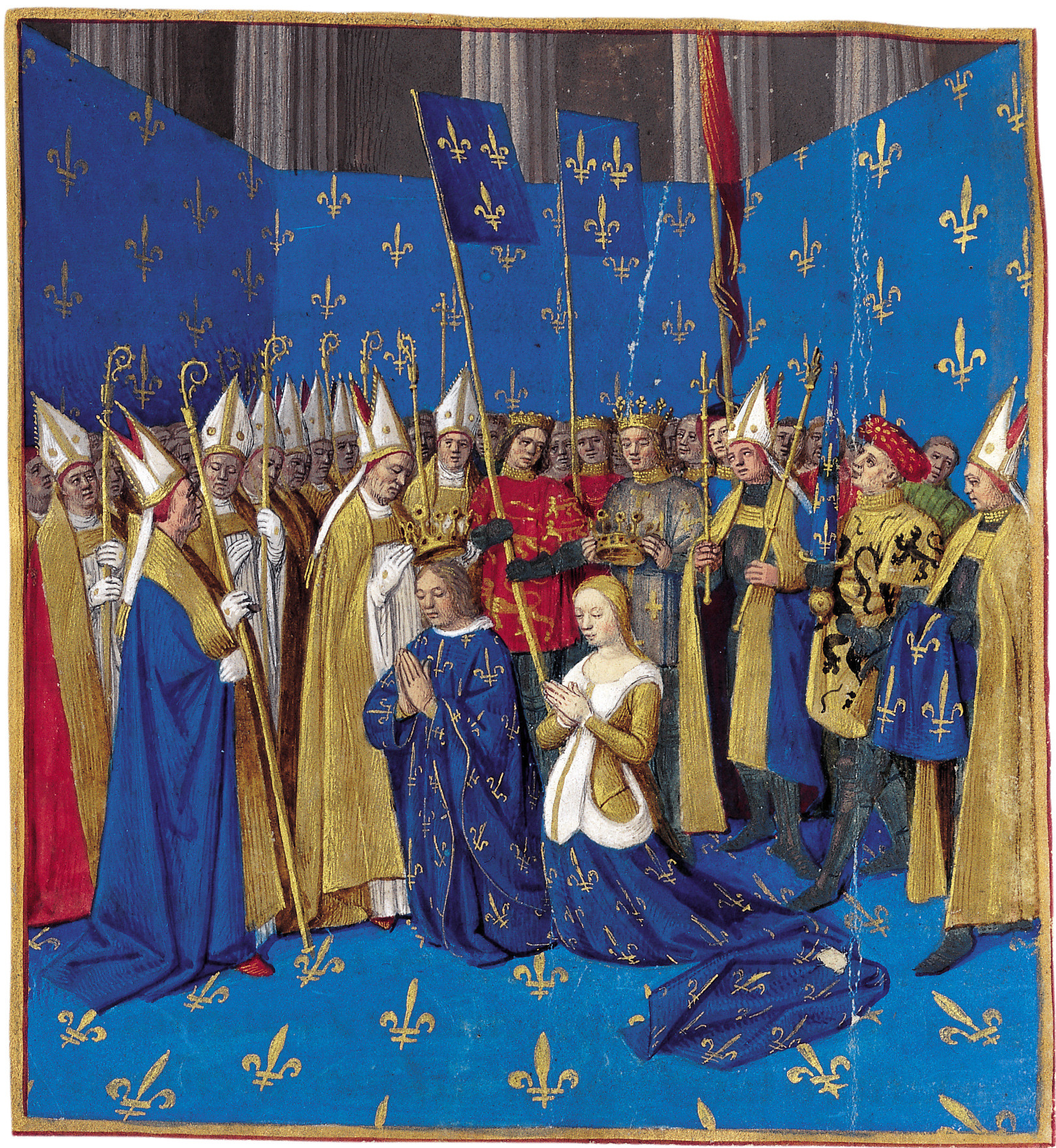
Ludvig VIII:s kröning den 6 augusti 1223 i katedralen i Reims

## Anfäder
|                          |  |  |  |  |  |  |  |                              |  |  |  |  |  |  |  |                         |  |  |  |  |  |  |  | Ludvig VI av Frankrike  |
|                          |  |  |  |  |  |  |  |                              |  |  |  |  |  |  |  |                         |  |  |  |  |  |  |  |                         |
|                          |  |  |  |  |  |  |  |                              |  |  |  |  |  |  |  | Ludvig VII av Frankrike |  |  |  |  |  |  |  |                         |
|                          |  |  |  |  |  |  |  |                              |  |  |  |  |  |  |  |                         |  |  |  |  |  |  |  |                         |
|                          |  |  |  |  |  |  |  |                              |  |  |  |  |  |  |  |                         |  |  |  |  |  |  |  | Adelheid av Savojen     |
|                          |  |  |  |  |  |  |  |                              |  |  |  |  |  |  |  |                         |  |  |  |  |  |  |  |                         |
|                          |  |  |  |  |  |  |  | Filip II August av Frankrike |  |  |  |  |  |  |  |                         |  |  |  |  |  |  |  |                         |
|                          |  |  |  |  |  |  |  |                              |  |  |  |  |  |  |  |                         |  |  |  |  |  |  |  |                         |
|                          |  |  |  |  |  |  |  |                              |  |  |  |  |  |  |  |                         |  |  |  |  |  |  |  | Teobald II av Champagne |
|                          |  |  |  |  |  |  |  |                              |  |  |  |  |  |  |  |                         |  |  |  |  |  |  |  |                         |
|                          |  |  |  |  |  |  |  |                              |  |  |  |  |  |  |  | Alix av Champagne       |  |  |  |  |  |  |  |                         |
|                          |  |  |  |  |  |  |  |                              |  |  |  |  |  |  |  |                         |  |  |  |  |  |  |  |                         |
|                          |  |  |  |  |  |  |  |                              |  |  |  |  |  |  |  |                         |  |  |  |  |  |  |  | Matilda av Kärnten      |
|                          |  |  |  |  |  |  |  |                              |  |  |  |  |  |  |  |                         |  |  |  |  |  |  |  |                         |
| Ludvig VIII av Frankrike |  |  |  |  |  |  |  |                              |  |  |  |  |  |  |  |                         |  |  |  |  |  |  |  |                         |
|                          |  |  |  |  |  |  |  |                              |  |  |  |  |  |  |  |                         |  |  |  |  |  |  |  | Balduin IV av Hainaut   |
|                          |  |  |  |  |  |  |  |                              |  |  |  |  |  |  |  |                         |  |  |  |  |  |  |  |                         |
|                          |  |  |  |  |  |  |  |                              |  |  |  |  |  |  |  | Balduin V av Hainaut    |  |  |  |  |  |  |  |                         |
|                          |  |  |  |  |  |  |  |                              |  |  |  |  |  |  |  |                         |  |  |  |  |  |  |  |                         |
|                          |  |  |  |  |  |  |  |                              |  |  |  |  |  |  |  |                         |  |  |  |  |  |  |  | Alice av Namur          |
|                          |  |  |  |  |  |  |  |                              |  |  |  |  |  |  |  |                         |  |  |  |  |  |  |  |                         |
|                          |  |  |  |  |  |  |  | Isabella av Hainaut          |  |  |  |  |  |  |  |                         |  |  |  |  |  |  |  |                         |
|                          |  |  |  |  |  |  |  |                              |  |  |  |  |  |  |  |                         |  |  |  |  |  |  |  |                         |
|                          |  |  |  |  |  |  |  |                              |  |  |  |  |  |  |  |                         |  |  |  |  |  |  |  | Didrik av Flandern      |
|                          |  |  |  |  |  |  |  |                              |  |  |  |  |  |  |  |                         |  |  |  |  |  |  |  |                         |
|                          |  |  |  |  |  |  |  |                              |  |  |  |  |  |  |  | Margareta I av Flandern |  |  |  |  |  |  |  |                         |
|                          |  |  |  |  |  |  |  |                              |  |  |  |  |  |  |  |                         |  |  |  |  |  |  |  |                         |
|                          |  |  |  |  |  |  |  |                              |  |  |  |  |  |  |  |                         |  |  |  |  |  |  |  | Sibylla av Anjou        |
|                          |  |  |  |  |  |  |  |                              |  |  |  |  |  |  |  |                         |  |  |  |  |  |  |  |                         |